# Enteroglukagon
Enteroglukagon je peptidni hormon izveden iz preproglukagona. On je gastrointestinalni hormon, koji prvenstveno izlučuju ćelije sluzokože debelog creva i terminalni ileum. On se sastoji od 37 aminokiselina. Enteroglukagon se oslobađa nakon unosa mešovitih obroka, i odlaže gastrično pražnjenje.

## Spoljašnje veze
- 1053818919
- Fiziologija na  6/6ch2/s6ch2_27
- Enteroglucagon на 